# فرودگاه کارسون
فرودگاه کارسون (به انگلیسی: Carson Airport) (به زبان بومی: Carson City Airport) یک فرودگاه همگانی بهره‌برداری هوایی با کد یاتا CSN است که یک باند فرود آسفالت دارد و طول باند آن ۱۸۰۰ متر است. این فرودگاه در شهر کارسون‌سیتی کشور ایالات متحده آمریکا قرار دارد و در ارتفاع ۱۴۳۲ متری از سطح دریا واقع شده‌است.